# Samar Yazbek
Samar Yazbek (în arabă سمر يزبك; n. 18 august 1970, Jableh⁠(d), Guvernoratul Latakia, Siria) este o scriitoare și jurnalistă siriană⁠(d). A studiat literatura arabă la Universitatea Tishreen⁠(d) din Latakia. Abordează mai multe genuri: romane, nuvele, scenarii de film și seriale de televiziune, critică de film și televiziune etc. Unele lucrări ale sale au fost traduse în alte limbi din arabă.

## Biografie
În 2010, Yazbek a fost declarată drept unul dintre cei mai promițători 39 de autori sub 40 de ani în cadrul concursului Beirut39⁠(d) organizat de Hay Festival⁠(d). În 2011, a luat parte la revolta populară împotriva regimului Assad și a fost forțată să plece în exil câteva luni mai târziu. În 2012, a fost decorată cu PEN Pinter Prize⁠(d), ca recunoaștere pentru cartea sa A Woman in the Crossfire: Diaries of the Syrian Revolution. În același an, a mai fost distinsă cu premiul suedez Tucholsky și premiul neerlandez Oxfam/PEN⁠(d).. În 2016, lucrarea The Crossing a câștigat premiul francez „Cea mai bună carte străină”.
Yazbek a participat la Caravana culturală siriană⁠(d), o mișcare artistică și culturală a artiștilor sirieni.
Yazbek a fost o voce proeminentă în sprijinul drepturilor omului și mai ales a drepturilor femeilor în Siria. În 2012, a fondat Women Now for Development, un ONG cu sediul în Franța care are ca scop oferirea mai multor oportunități economice și sociale femeilor siriene.

## Opere
| An   | Titlu                                                      | Gen                | Țări |
| ---- | ---------------------------------------------------------- | ------------------ | --- |
| 2018 | 19 women: Tales of resilience from Syria                   | narațiune literară | Franța, Suedia, Italia |
| 2017 | Al-Mashāʾa [Cea care merge]                                | roman              | tradus în daneză și suedeză |
| 2017 | The blue pen                                               | roman              | Franța, Suedia, Norvegia, Germania, Liban                                                                                            |
| 2015 | The Crossing                                               | narațiune literară | Franța, Suedia, Norvegia, Regatul Unit, Liban, Spania, Portugalia, Polonia, Malaezia, Grecia, România, India, China, Italia, Japonia |
| 2012 | A Woman in the Crossfire: Diaries of the Syrian Revolution | narațiune literară | Franța, Regatul Unit, Țările de Jos, Elveția, Turcia                                                                                 |
| 2010 | In her mirrors                                             | roman              | Italia, Liban |
| 2008 | The mountain of lilies                                     | roman              | Siria |
| 2008 | Cinnamon                                                   | roman              | Franța, Suedia, Norvegia, Italia, Regatul Unit, Elveția, Liban                                                                       |
| 2005 | Clay                                                       | roman              | Egipt |
| 2002 | A girl from heaven                                         | roman              | Siria |
| 2000 | Words of women                                             | nuvele             | Siria, Liban |
| 1999 | Automn flowers                                             | nuvele             | Siria |

### Alte publicații
- “Silence”, PEN Atlas, februarie 2014[17]
- “I write with blind eyes and forty fingers”, Index on censorship (Regatul Unit), decembrie 2014[18]
- “On two and a half years of massacre in Syria”, SvD (Suedia) & FAZ (Germania), septembrie 2013
- “Syria’s inferno”, Le Nouvel Observateur (Franța), septembrie 2013[19]
- “The novelist vs. the revolutionary: My own Syrian debate”, Washington Post (SUA), septembrie 2013[20]
- “In the shadow of Assad’s bombs”, The New York Times, OpEd (SUA), august 2012[21]
- “Two men”, The Guardian (Regatul Unit), august 2011[22]

## Premii și recunoaștere
- 2016 – Premiul „Cea mai bună carte străină” (Franța): The crossing[23][24][25]
- 2013 – Premiul PEN-OXFAM Novib (Țările de Jos): A Woman in the Crossfire: Diaries of the Syrian Revolution[26][27]
- 2012 – Premiul PEN Tucholsky (Suedia): A Woman in the Crossfire: Diaries of the Syrian Revolution
- 2012 – Premiul PEN Pinter (Regatul Unit): A Woman in the Crossfire: Diaries of the Syrian Revolution
- 2010 – parte a grupului Beirut 39 (Liban)
- 2000 – Premiul UNICEF pentru cel mai bun scenariu de televiziune: A falling sky